# Judith Klein (Autorin)
 Judith Klein (vollständiger Name: Judith Natalia Klein; * 1946) ist eine in Deutschland und Frankreich lebende Autorin und Übersetzerin.

## Leben
Sie begann als Literatur- und Sozialwissenschaftlerin (Dr. phil. habil.) und lehrte bis 1991 an deutschen und französischen Universitäten. Sie hielt sich zu Forschungszwecken in Frankreich, Israel und Portugal auf. Ihre literaturwissenschaftlichen Arbeiten kreisen um Theorie und Praxis der literarischen Darstellung von Geschichte, insbesondere des Holocaust.
Seit 1991 ist sie als freie Publizistin für Rundfunk und Presse, als Übersetzerin und als Autorin fiktionaler Texte tätig, in denen sie Menschen am Rande des Nichts vergegenwärtigt.
Sie schrieb Rundfunk- und Zeitungsessays über Elias Canetti, Isabelle Eberhardt, Romain Gary, Primo Levi, Miguel Torga, Simone Weil u. a. 

## Werke (Auswahl)
- Der deutsche Zionismus und die Araber Palästinas. Eine Untersuchung der deutsch-zionistischen Publikationen 1917-1938, Frankfurt 1982
- Literatur und Genozid. Darstellungen der nationalsozialistischen Massenvernichtung in der französischen Literatur, Köln/Wien/Weimar 1992. ISBN 3-205-05536-5
- Der feine Sand des Gedächtnisses. Jüdisch-maghrebinische Literatur der Gegenwart, Hamburg 1998. ISBN 3-43452008-2[1]
- Die Übersetzerinnen oder: weil es in Deutschland keine Lamas gibt, Oldenburg 2002. ISBN 3-89621-152-8
- Rückkehr nach Lindeira. Von vergangener Zukunft und gegenwärtiger Vergangenheit in Portugal, Münster 2007. ISBN 3-920591-87-9[2]
- Paris, Exil. Mehr Wandern als Wohnen, Berlin 2018, ISBN 978-3-937881-49-2.
- Stimmen im Versuchslabor des Verstehens, in: Simone de Beauvoir: Mißverständnisse an der Moskwa, Reinbek 1996
- Diction comme contradiction. Allemagne et langue allemande dans la vie et l'oeuvre de Primo Levi, in: Les Temps Modernes, 606, 1999
- Schoscha, in: Mensch sucht Sinn. Fünf Erlebnisse mit den Weltreligionen, Hamburg 2008

## Essays (Auswahl)
- Lesarten der Arche. Die Bpi, Bibliothek des Pariser Centre Pompidou, in: FAZ, 20. März 2006
- Heilig Chanukka. 1932 fielen die christliche Weihnacht und das jüdische Chanukkafest zusammen, in den Wohnstuben trafen sich Leuchter und Tannenbäume, in: FAS, 24. Dezember 2017
- Die kinderlose Madonna. Ein Traum, ein Gespräch und eine Liebesbotschaft. Zur Erinnerung an Hugo und Wolfgang Salus, in: FAS, 23. Dezember 2018

## Übersetzungen und Mitübersetzungen
Sie übertrug unter anderem Werke von Simone de Beauvoir, Jean-Paul Sartre, Claude Chabrol, Jeanne Marie Gagnebin, Michel Winock, François Cheng, Brina Svit, Denise Affonço und Anne Wiazemsky.